# Святилище Ісе
34°27′18″ пн. ш. 136°43′33″ сх. д. / 34.455° пн. ш. 136.72583333333° сх. д.

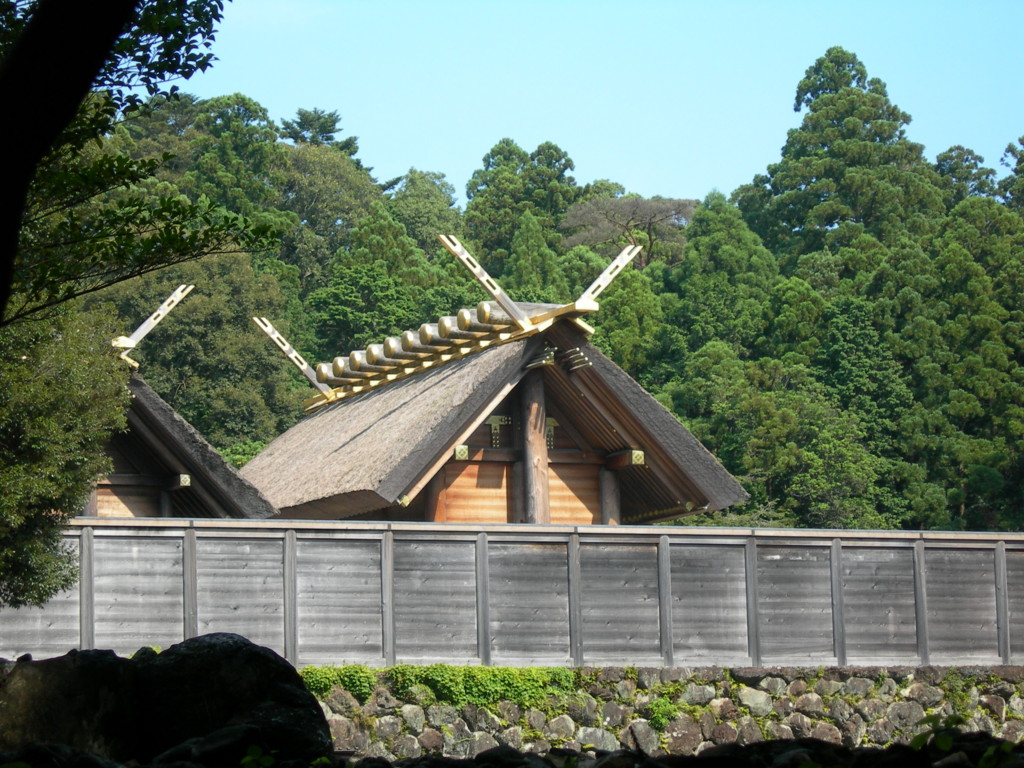
«Внутрішній палац» найку.

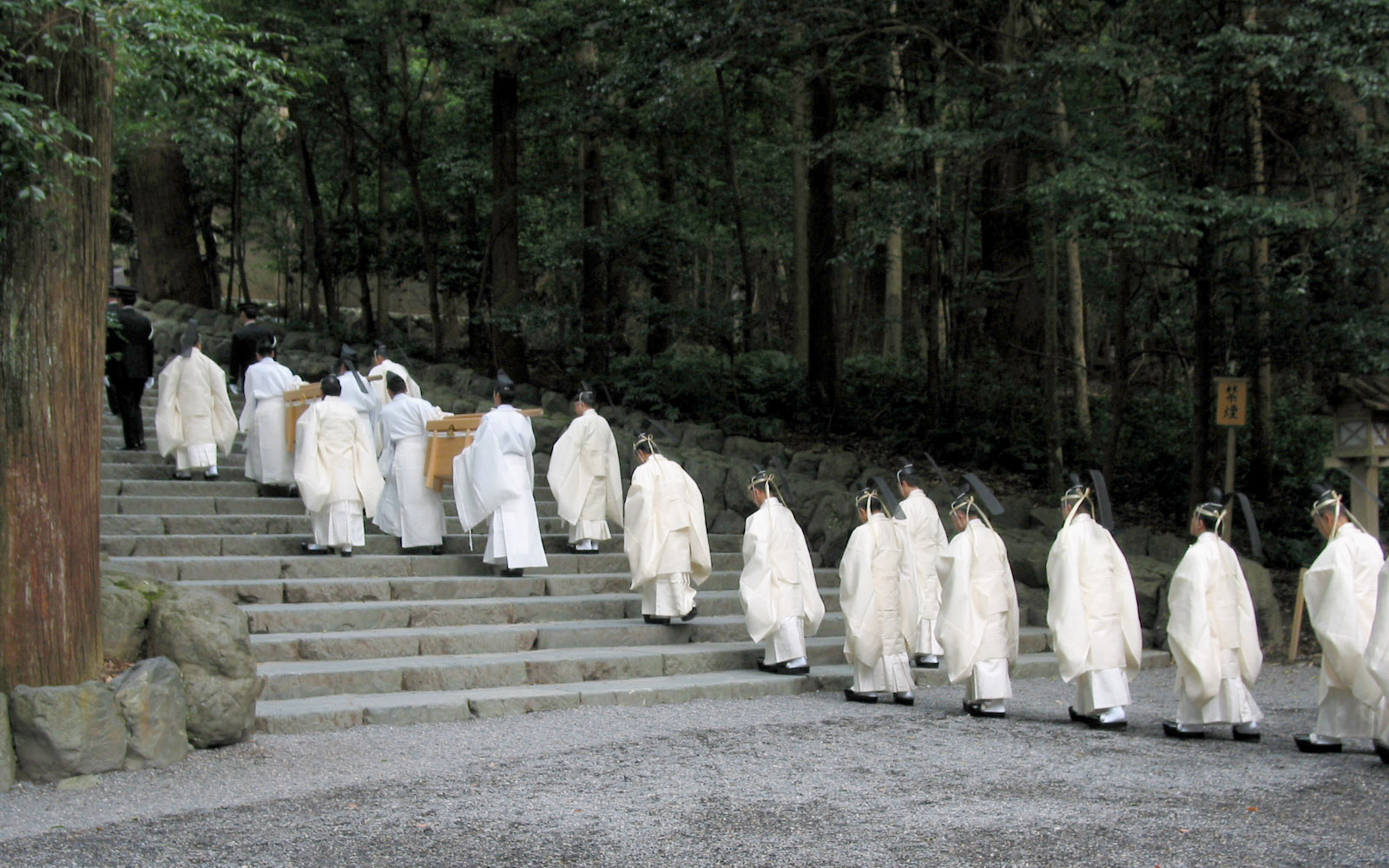
Свято Каммісосай у найку.

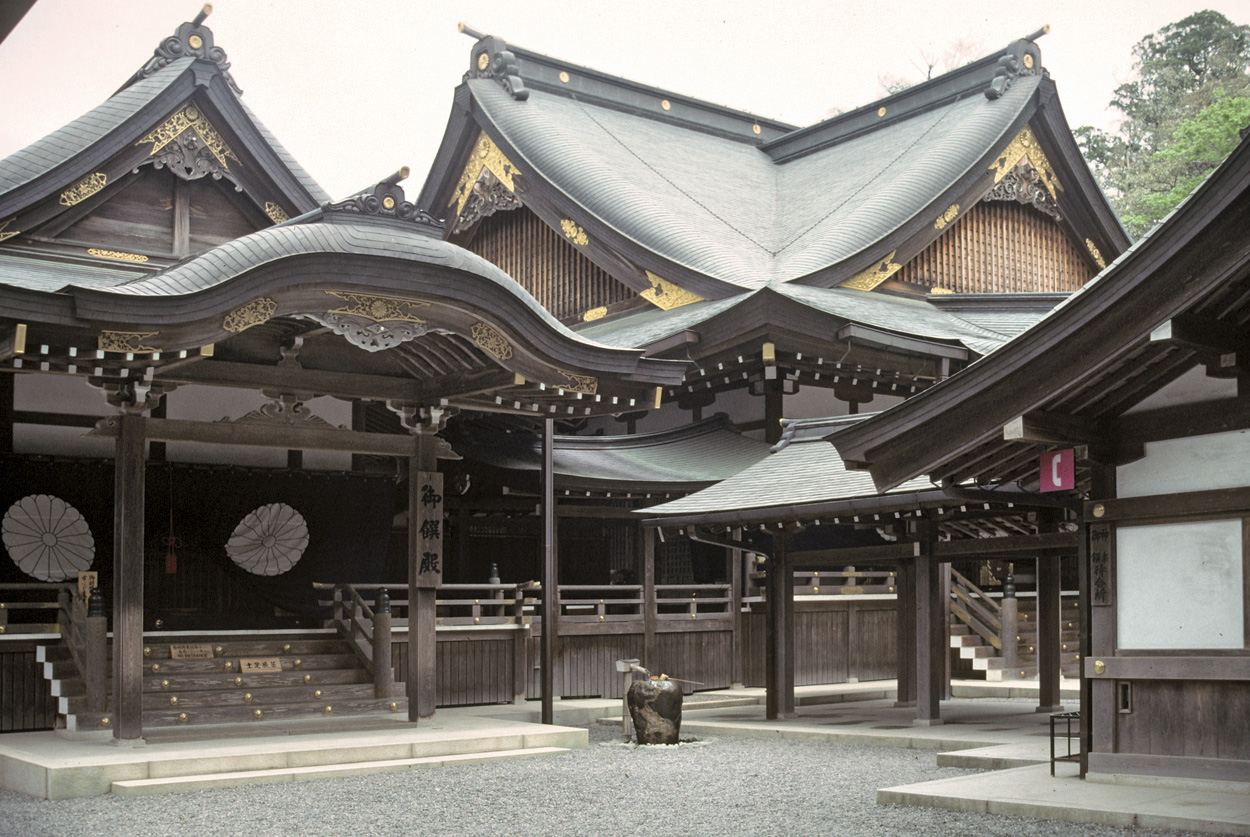
Павільйон в найку для ритуальних танців каґура.

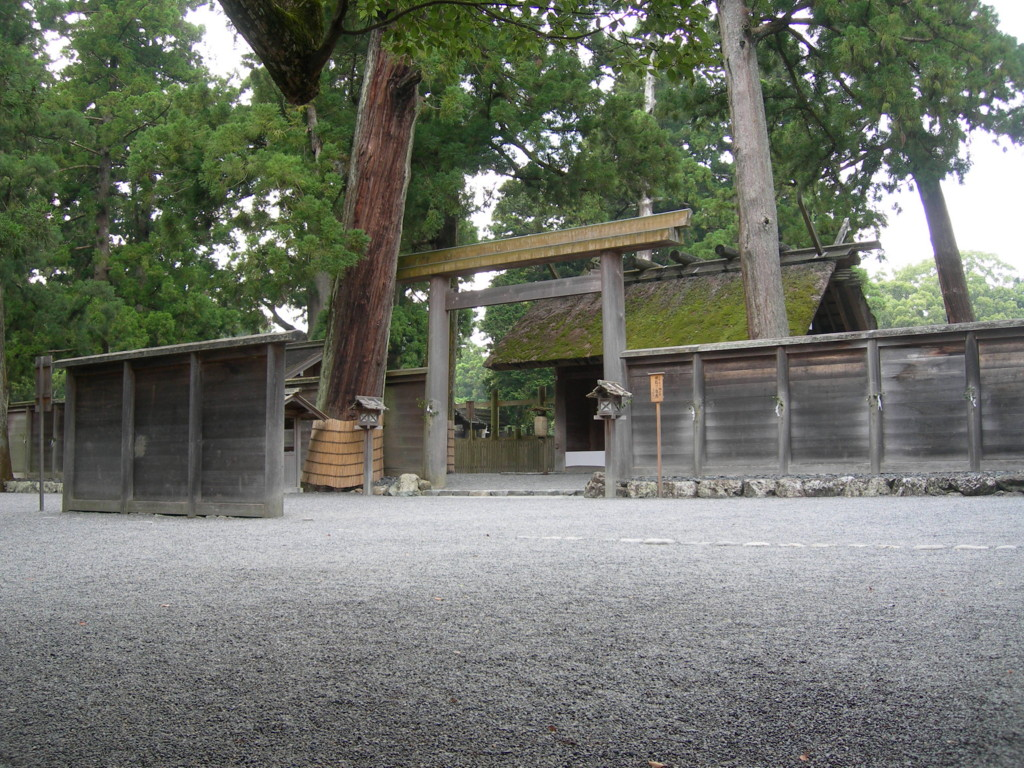
«Зовнішній палац» ґеку.

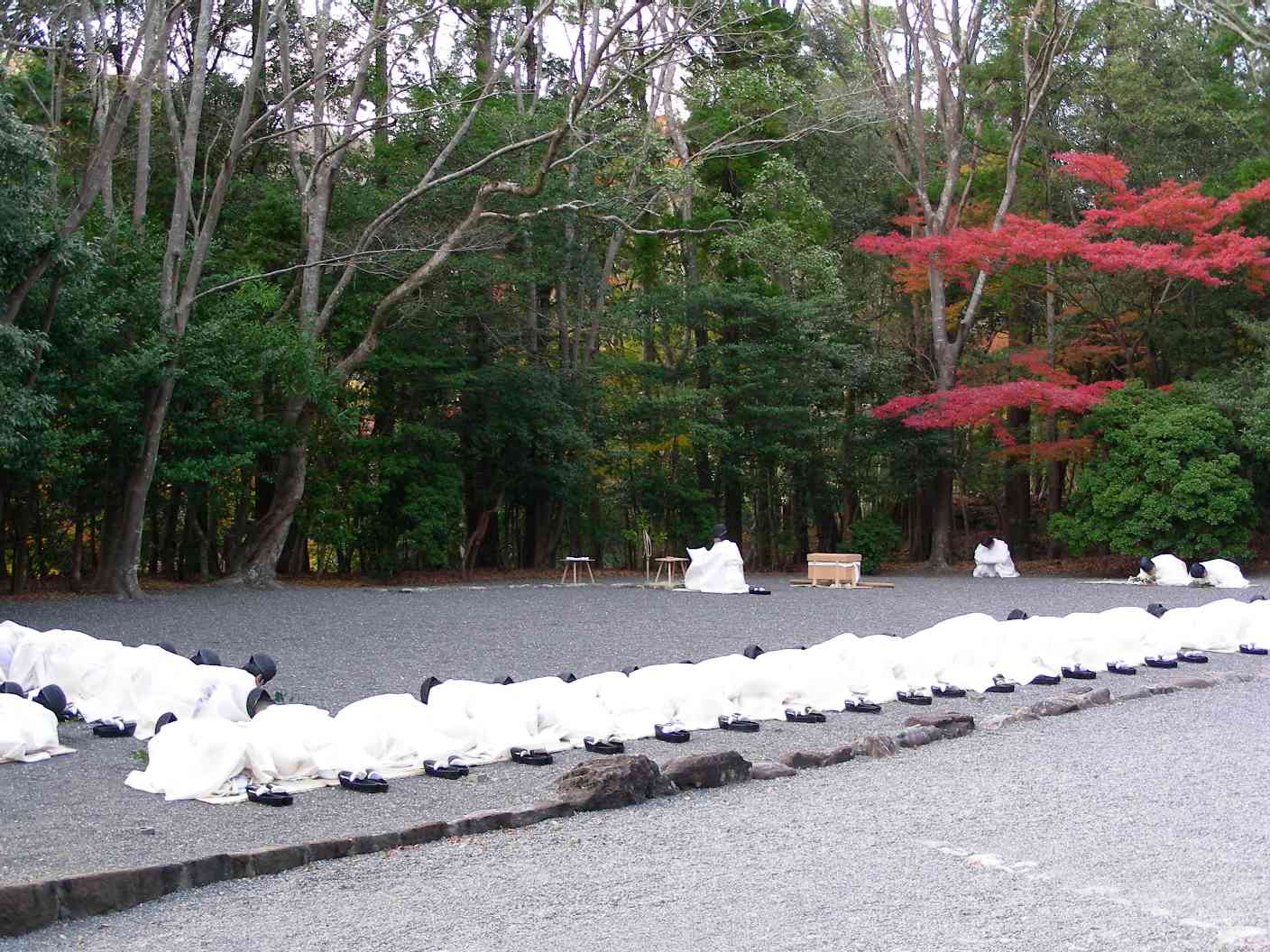
Церемонія відлякування злих духів.

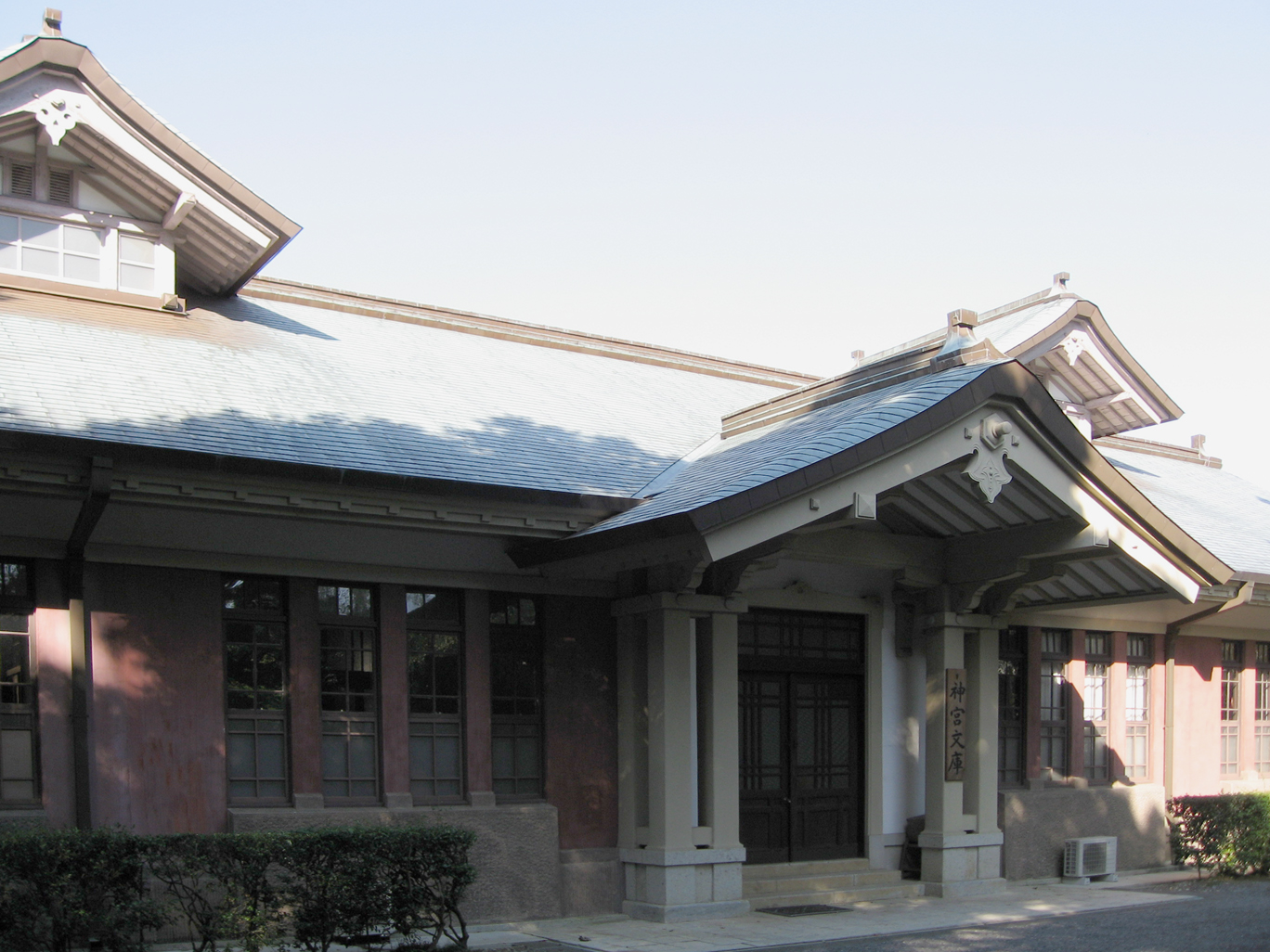
Бібліотека Дзінґу на території святилища Ісе, утворена 1871 року.

Святилище І́се або Велике святилище Ісе (яп. 伊勢神宮, いせじんぐう, ісе джінґу, «божественний палац Ісе») — комплекс сінтоїстських святилищ у місті Ісе префектури Міє, в Японії. Центральна організація Асоціації синтоїстських святилищ. Офіційна назва — Джінґу (神宮). Від часу заснування вважається центральною синтоїстською святинею Японії. Пов'язане з культом богині сонця Аматерасу, пращуркою роду Імператорів Японії.

## Короткі відомості
Сучасне Святилище Ісе є великим синтоїстським комплексом, який нараховує близько 125 великих і малих святилищ, божниць і кумирень. 
Головними складовими святилища є «внутрішній палац» найку́ (内宮), присвячений Аматерасу Омікамі, і «зовнішній палац» ґеку́ (外宮), присвячений богині врожаю Тойоуке Окамі. 
У «внутрішньому палаці» зберігається божественний образ богині сонця Аматерасу — дзеркало Ята, одна з трьох Імператорських реліквій Японії.
Святилищу Ісе належить «священний ліс» (神宮林), площею 5 410 га, який використовується для перебудови «палаців» і божниць.
Окрім місць для поклоніння і паломництва на території святилища знаходяться приміщення для священнослужителів, музеї та виставкові зали.

## Історія
Згідно з «Анналами Японії» заснування святилища Аматерасу в Ісе має таку легенду. В 98 до н. е. за правління Імператора Судзіна Японію вразила епідемія і для зцілення країни проводилися молебні до богині сонця і покровительки імператорської родини Аматерасу. Імператор вирішив перенести її святилище, яке знаходилося в Імператорському палаці, до села Касануї краю Ямато і доручив здійснення обрядів своїй доньці Тойосукі Іріхіме го мікото. Згодом, у 5 до н. е. за правління Імператора Суйніна Японія сильно постарждала від природних лих, у зв'язку з чим святилище знову перенесли. Імператорська донька Ямато Хіме но мікото, яка була жрицею богині сонця, полишила Касануї і, слідуючи настановам Аматерасу, вшановувала її на берегах річки Ісудзу в краю Ісе. Саме там було закладено нову божницю, що стала відома як Святилища Ісе, а пізніше як «внутрішній палац» найку цього святилища. 
«Зовнішній палац» ґеку був споруджений у 478 році за правління Імператора Юряку, коли за «наказом Аматерасу» святилище богині Тойоуке перенесли з місцевості Манаї провінції Тамба до Ватарай в провінції Ісе.
На відміну від «Анналів Японії», сучасна історіографія датує появу святилища Ісе кінцем 5 — 1-ю половиною 6 століття. Заснування «внутрішнього палацу» найку пов'язується з частим паломництвом жінок імператорської родини до Ісе, де вони проводили обряди на честь Аматерсу. Постання ж «зовнішнього палацу» ґеку пояснюється релігійною реформою, в результаті якої численні місцеві божества Ісе були переведені в статус "прислуги" богині сонця і вшановувалися разом із нею. 
Місцевість Ісе знаходилася на південному сході, узбережжі Тихого океану, де існував потужний солярний культ. Ймовірно через це Імператори Японії обрали її місцем для спорудження божниці для Аматерасу. 
У 6 — 7 століттях, з поступовим зміцненням імператорської влади, ріс авторитет Святилище Ісе, а після великої війни за престол 672 року і перемоги Імператора Темму, воно стало головною святинею країни. У цей час було запроваджено інститут жриць святилища Ісе, так званих сай'о, які обиралися з неодружених доньок Імператора, а також започатковано церемонію переносу святині, у зв'язку з введенням правила про перебудову святилища кожні 20 років. 
У 8 столітті оформилася ієрархія священнослужителів святилища Ісе — «єпископи» сайсю (祭主), «настоятелі» дайдзінґусі (大神宮司) та «священики» неґі (禰宜). На посади перших двох призначали представників роду Накатомі, відомого згодом як Фудзівара, наближених Імператора. Обов'язки неґі в «внутрішньому палаці» виконували члени роду Аракіда, а в «зовніщньому» — члени роду Ватарай. Окрім цього згідно з «Кодексом Тайхорьо» при дворі Імператора Японії встановлювалось Відомство святилища Ісе (斎宮寮)., а також основні святилищні обряди — Кіненсай, Каммісосай та Ніїнамесай.
Економічною основою святилища Ісе до середини 19 століття були численні земельні наділи по всій території Японії та «святилищні» повіти. Вони перебували під охороною не лише центральних, але і місцевих властей, і рідко зазнавали шкоди навіть в часи міжусобних воєн в країні. Прибутки святилищу приносили також численні паломники з різних верств населення.
У 2-й половині 19 століття, у результаті проголошення синто державною релігією Японської імперії, Святилище Ісе стало найголовнішим храмом країни. Після поразки Японії у Другій світовій війні воно продовжує утримувати позиції лідера синтоїстського світу, ставши головною святинею Асоціації синтоїстських святилищ. 4 січня щороку, за звичаєм, його відвідує Прем'єр-міністр Японії